# Список эпизодов мультсериала «Мир Винкс»

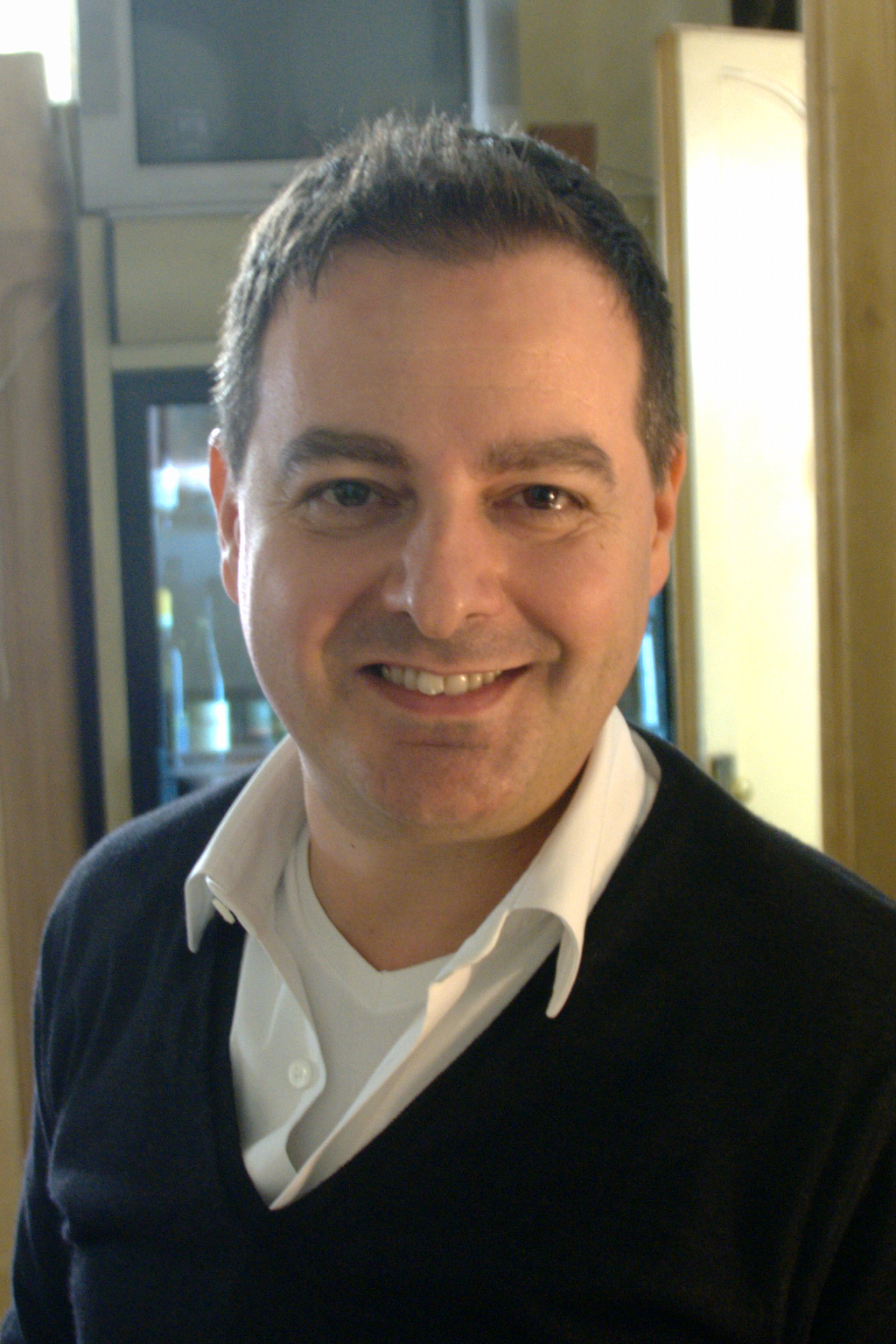
Создатель мультсериала, Иджинио Страффи

«Мир Винкс» (англ. World of Winx) — итальянский мультсериал производства Rainbow S.r.l. в сотрудничестве с Rai Fiction при поддержке Netflix, созданный режиссёром Иджинио Страффи как спин-офф мультсериала «Клуб Винкс» и ориентированный на более взрослую аудиторию. Премьера состоялась 4 ноября 2016 года на Netflix и 28 января 2017 года на итальянском канале Rai Gulp. На данный момент было выпущено 2 сезона по 13 серий в каждом. По сюжету Винкс отправляются на Землю в поисках одарённых детей, чтобы помочь им раскрыть свои таланты, но оказываются вовлечены в приключение, связанное с противостоянием между сказочными персонажами из мира снов. Вымышленное шоу талантов в мультсериале основано на реальном шоу X Factor.
Даты премьер и окончаний сезонов указаны как для Netflix, так и для итальянского канала Rai Gulp, на котором сериал впервые дебютировал в своей стране. В случае с Netflix даты премьеры первого и последнего эпизода обоих сезонов совпадают, поскольку в сервисе сезоны были изданы сразу полностью. Общая структура каждого сезона состоит из тринадцати серий, разделяющих историю на две части.
Жирным шрифтом выделены русскоязычные названия эпизодов. Снизу от них указаны оригинальные итальянские названия, после которых в скобках указан их дословный перевод, если он отличается от официального. Все русскоязычные названия эпизодов первого сезона заимствованы с официального канала Winx Club на YouTube. Все имена, сюжетные названия и термины, а также русскоязычные названия эпизодов второго сезона приведены на основании официальной озвучки, с которой сериал был показан на канале Карусель.

## Издания на DVD
| Сезон | Сезон | Премьера первого эпизода                        | Премьера последнего эпизода                     | Дата выхода DVD | Дата выхода DVD  | Дата выхода DVD | Дата выхода DVD |
| Сезон | Сезон | Премьера первого эпизода                        | Премьера последнего эпизода                     | Регион 1        | Регион 2         | Регион 4        | Регион 5        |
| ----- | ----- | ----------------------------------------------- | ----------------------------------------------- | --------------- | ---------------- | --------------- | --------------- |
|       | 1     | Netflix: 4 ноября 2016 Rai Gulp: 28 января 2017 | Netflix: 4 ноября 2016 Rai Gulp: 7 февраля 2017 | н/д             | 14 сентября 2017 | н/д             | н/д             |
|       | 2     | Netflix: 16 июня 2017 Rai Gulp: 18 июня 2017    | Netflix: 16 июня 2017 Rai Gulp: 30 июня 2017    | н/д             | 8 февраля 2018   | н/д             | н/д             |

## Сезон 1 (2016)
| Номер в сериале | Номер в сезоне | Название                                                         | Премьера на Netflix | Премьера на Rai Gulp |
| --- | -------------- | ---------------------------------------------------------------- | ------------------- | -------------------- |
| 1 | 1              | «Похититель талантов» Il Ladro di Talenti                        | 4 ноября 2016       | 28 января 2017       |
| Винкс в Гардинии открывают реалити-шоу WoW для поиска талантливых детей и пытаются найти преступника, который их похищает. Они находят девушку по имени Аннабелль, у которой есть талант к пению, и Муза помогает ей выступить. Когда мечта Аннабелль исполнилась, к Винкс приходит видение нового превращения Дримикс. После выступления Аннабелль оказывается похищена.                                        |                |                                                                  |                     |                      |
| 2 | 2              | «Новые силы» Nuovi poteri                                        | 4 ноября 2016       | 29 января 2017       |
| Блум снится сон, в котором она видит Аннабелль в лесу на берегу острова. Винкс сбегают с шоу талантов и проводят своё расследование исчезновения девушки. Внезапно открывается портал в место из сна Блум, и Винкс попадают в мир, где Аннабелль находится в плену. Во время входа в портал Винкс получают силу Дримикс. Девушки хотят вернуть Аннабелль, но некая сила возвращает их обратно на землю.          |                |                                                                  |                     |                      |
| 3 | 3              | «Легенда о Человеке-крокодиле» La leggenda dell'Uomo Coccodrillo | 4 ноября 2016       | 30 января 2017       |
| Винкс едут в Нью-Йорк, чтобы найти новый талант в лице юного хакера Наоки. Он устраивает с героинями нелегальные гонки, во время которых на него нападает Человек-крокодил. Винкс сражаются с существом и находят часы для входа в мир снов, которые тот обронил. |                |                                                                  |                     |                      |
| 4 | 4              | «Чудовище под городом» Il mostro sotto la citta                  | 4 ноября 2016       | 31 января 2017       |
| Винкс устанавливают передатчик в часы Человека-крокодила, чтобы выследить его. Наоки узнаёт о том, что Винкс — феи, и помогает им подготовить ловушку для монстра, но ему удаётся снова сбежать. Винкс понимают, что это существо пришло из мира снов. |                |                                                                  |                     |                      |
| 5 | 5              | «Стилист в розыске» Cercasi stilista                             | 4 ноября 2016       | 1 февраля 2017       |
| Блум навещает Аннабелль в мире снов, но пока ничего не может сделать для девушки. Винкс отправляются в Париж и находят талантливую стилистку Софи. Стелла и Софи создают свою коллекцию «Сделано в Париже» и представляют её на модном показе. Человек-крокодил похищает Софи, но Винкс находят девушку и думают, что спасли её.                                                                                 |                |                                                                  |                     |                      |
| 6 | 6              | «Неделя высокой моды» La Settimana della moda (рус. Неделя моды) | 4 ноября 2016       | 2 февраля 2017       |
| Винкс понимают, что Софи подменили на теневого клона. Девушки знакомятся с талантливой моделью Надин, и при помощи фей она делает успехи. Клоны из мира снов пытаются пронести Надин через портал, но Винкс останавливают их. Пока Блум пытается узнать, есть ли и другие таланты, которых подменили на клонов, ведущий шоу талантов Эйс увольняет её.                                                           |                |                                                                  |                     |                      |
| 7 | 7              | «Кулинарный конкурс» Cuochi in gara (рус. Повара в гонке)        | 4 ноября 2016       | 3 февраля 2017       |
| Эйс заменяет Блум в шоу на наивную девушку по имени Лорелей. Винкс с новой помощницей находят способного юного повара Винченцо и помогают ему раскрыть свой талант на кулинарному шоу. Блум в это время решает проникнуть в квартиру Аннабелль. Там она встречается с похитителем талантов, но упускает его, а Блум арестовывает полиция.                                                                        |                |                                                                  |                     |                      |
| 8 | 8              | «Шаман» Lo sciamano                                              | 4 ноября 2016       | 4 февраля 2017       |
| Детективы допрашивают Блум насчёт изсчезновения Аннабелль, но не находят достаточно улик против неё. Волшебные часы остаются у детективов, и за ними присматривает Рокси. Винкс отправляются в Китай и находят там девушку по имени Ю, мастерски владеющую кун-фу. Но Ю похищает Шаман, её противник на турнире, и она тоже оказывается в мире снов.                                                             |                |                                                                  |                     |                      |
| 9 | 9              | «Разбитые мечты» Sogni in frantumi                               | 4 ноября 2016       | 5 февраля 2017       |
| Винкс отправляются в Лондон к талантливой пианистке по имени Мэделин, где берут на себя работу выгульщиков собак, чтобы присматривать за девушкой. Им удаётся спасти Мэделин от заключения в мир снов. Выясняется, что за похищениями талантов стоит королева мира снов, и она хочет уничтожить Винкс. |                |                                                                  |                     |                      |
| 10 | 10             | «Опасные воды» Acque pericolose                                  | 4 ноября 2016       | 5 февраля 2017       |
| Лорелей и оставшиеся в шоу пятеро Винкс отправляются в Калифорнию на поиски новых талантов. Эйс оказывается загипнотизирован и даёт Винкс опасные задания. Лорелей сообщает Эйсу, что Винкс — феи, но он не верит и увольняет её. Неизвестный крадёт волшебные часы у детективов, за которыми следили Блум и Рокси. Винкс догоняют вора, но часы разбиваются. К удивлению фей, парень предлагает им свою помощь. |                |                                                                  |                     |                      |
| 11 | 11             | «Тени на снегу» Ombre sulla neve                                 | 4 ноября 2016       | 6 февраля 2017       |
| Парень по имени Джим, укравший часы, рассказывает, что работал на королеву, но хотел предотвратить похищение Аннабелль, и феи соглашаются на союз. Винкс отправляются в Швейцарию, где надеются раскрыть талант сноубордиста в девушке по имени Сейли. Блум и Джим пытаются найти часовщика, который может починить волшебные часы. Возле жилища часовщика на герои попадают в западню пиратов-зомби.            |                |                                                                  |                     |                      |
| 12 | 12             | «Часовщик» L'Orologiaio                                          | 4 ноября 2016       | 6 февраля 2017       |
| Блум и Джим оказываются похищены и заключены в мир снов. Эйс освобождается от гипноза и продолжает вести шоу талантов. Винкс понимают, что настоящий талант Сейли — не сноубординг, а починка часов, а часовщик — её дядя. |                |                                                                  |                     |                      |
| 13 | 13             | «Падение Королевы» La caduta della Regina                        | 4 ноября 2016       | 7 февраля 2017       |
| Винкс отправляются в мир снов и вместе с Блум вступают в бой с королевой. Девушкам удаётся спасти всех похищенных детей, и они благополучно возвращаются на Землю. Джим оказывается капитаном Крюком и хочет восстановить свою команду пиратов, чтобы править миром снов. В Гардинии проходит финал шоу талантов.                                                                                                |                |                                                                  |                     |                      |

## Сезон 2 (2017)
| Номер в сериале | Номер в сезоне | Название                                                                   | Премьера на Netflix | Премьера на Rai Gulp |
| --- | -------------- | -------------------------------------------------------------------------- | ------------------- | -------------------- |
| 14 | 1              | «Нетландия» L'isola che non c'e (рус. Остров, которого нет)                | 16 июня 2017        | 18 июня 2017         |
| Музыкальный критик Мисс Злобия безуспешно пытается сорвать концерт Винкс. Феи отправляются в мир снов, который оказывается королевством Нетландия. Лесной дух просит Винкс спасти королевство и даёт им силу Онирикс. Винкс узнают, что королева Нетландии Динь-Динь стала злой из-за исчезновения Питера Пэна. Девушки решают разыскать его, но находят только Венди Дарлинг. Королева Динь-Динь создаёт монстра Вертиго из страхов Блум. |                |                                                                            |                     |                      |
| 15 | 2              | «Сын Питера Пэна» Il figlio di Peter Pan                                   | 16 июня 2017        | 19 июня 2017         |
| Винкс изучают прощальное письмо Питера Пэна для Венди, в котором он просит её ухаживать за своим сыном Мэттом Барри. Винкс безуспешно пытаются найти его. Вертиго насылает на Блум иллюзии, в которых она должна уничтожить своих друзей, но ей удаётся победить монстра. Динь-Динь создаёт монстра Банши из страхов Музы. |                |                                                                            |                     |                      |
| 16 | 3              | «Человек-аллигатор» L'uomo alligatore                                      | 16 июня 2017        | 20 июня 2017         |
| Дух из мира снов предупреждает Винкс об опасности. Лейла, Текна и Флора отправляются в мир снов, чтобы помочь Человеку-корокодилу спасти своего брата, но попадают в ловушку. В это время Блум, Стелла и Муза отправляются на поиски Мэтта в Париж. Муза находит юношу, но её внезапно атакует Банши. |                |                                                                            |                     |                      |
| 17 | 4              | «Русалки на земле» Sirene sulla terra                                      | 16 июня 2017        | 21 июня 2017         |
| Лейла освобождает друзей, и Винкс рассказывают Джиму о своём плане вернуть добрую Динь-Динь, найдя Питера Пэна. Джим соглашается, но не знает, где его искать. В Париже Музу продолжает атаковать Банши, но она побеждает монстра. Три русалки, обладающие возможностью заколдовывать людей, сбегают из мира снов и отправляются в Париж.                                                                                                  |                |                                                                            |                     |                      |
| 18 | 5              | «Школа моды ждёт» Brividi nella scuola di moda (рус. Интриги в школе моды) | 16 июня 2017        | 22 июня 2017         |
| Сила Онирикса позволяет Стелле увидеть, что Мэтт находится в школе моды, и она с Текной и Лейлой отправляется туда. Там Стелла натыкается на монстра Обскуру, который заставляет её переживать свои страхи, но девушка побеждает его. В это время в мире снов Блум, Муза и Флора пытаются освободить пиратов капитана Крюка из ловушки монстров, но им это не удаётся. Мэтта похищает таинственный мужчина.                                |                |                                                                            |                     |                      |
| 19 | 6              | «Девушка в звёздах» La ragazza dei sogni (рус. Девушка мечты)              | 16 июня 2017        | 23 июня 2017         |
| Блум, Флора и Муза освобождают пиратов. Стелла, Лейла и Текна преследуют похитителя Мэтта по всему Парижу. К ним присоединяются остальные Винкс и пираты. Когда Винкс находят Мэтта, тот сообщает, что ищет девушку своей мечты, и теперь хочет найти для неё самый прекрасный цветок, после чего исчезает в портале. |                |                                                                            |                     |                      |
| 20 | 7              | «Цветок в снегу» Il fiore piu bello (рус. Самый красивый цветок)           | 16 июня 2017        | 24 июня 2017         |
| Мэтт отправляется в Швейцарию за цветком для Динь-Динь, где сталкивается со своим похитителем. Флора спасает его, но на неё нападает монстр Камния, и Мэтт помогает девушке отбиться. Злобия срывает концерт Винкс при помощи пожара и записывает его на камеру, чтобы написать плохую рецензию. Динь-Динь создаёт нового монстра для Лейлы.                                                                                               |                |                                                                            |                     |                      |
| 21 | 8              | «Тигровая Лилия» Giglio Tigrato                                            | 16 июня 2017        | 25 июня 2017         |
| Лейла пытается обучить Мэтта боевым искусствам, но безуспешно. В мире снов Винкс находят величайшую воительницу по имени Тигровая Лилия, но та отказывается тренировать Мэтта и сообщает, что единственный способ сделать из него настоящего воина — это отыскать легендарный Меч Фей. Злобия срывает очередной концерт Винкс. На Лейлу нападает монстр Топь и пленит остальных Винкс.                                                     |                |                                                                            |                     |                      |
| 22 | 9              | «Герой придёт» La spada dell'eroe (рус. Меч героя)                         | 16 июня 2017        | 26 июня 2017         |
| Лейла побеждает Топь, и Винкс отправляются к Венди за помощью в поиске меча. Они находят старый дневник Питера Пэна, который приводит их в дом детства Венди. Там они находят тайный бункер, в котором на Текну нападает новый монстр королевы — Вирус. |                |                                                                            |                     |                      |
| 23 | 10             | «Техномагическая ловушка» Trappola tecno-magica                            | 16 июня 2017        | 27 июня 2017         |
| Вирус заколдовывает Винкс, вынуждая Текну сражаться с ними. Текна находит Меч Фей и вместе с Мэттом побеждает монстра. Тигровая Лилия объявляет Мэтта героем из пророчества. На концерте Винкс в Нью-Йорке начинается землетрясение, а дух мира снов предупреждает фей, что Джим собирается убить королеву Динь-Динь. |                |                                                                            |                     |                      |
| 24 | 11             | «Месть Джима» La vendetta di Jim                                           | 16 июня 2017        | 28 июня 2017         |
| Злобия пытается саботировать концерт Винкс. Девушки прогоняют её и спешат в мир снов, где Динь-Динь призывает армию монстров на борьбу с Мэттом. Проиграв, королева отказывается от титула, но Джим не хочет простить её и объявляет себя новым королём. Винкс встают на сторону королевы, и Джим объявляет их предателями. |                |                                                                            |                     |                      |
| 25 | 12             | «Старые друзья и новые враги» Vecchi amici e nuovi nemici                  | 16 июня 2017        | 29 июня 2017         |
| Джим изгоняет Винкс из мира снов, и Мэтт принимает его сторону. Джим хочет казнить Динь-Динь и сажает её в коралловую тюрьму, которая постепенно заполняется водой, но Мэтт освобождает её. Винкс на Земле отбиваются от монстров Джима, им помогают Шаман и Тигровая Лилия. Мэтт роняет свой меч в схватке с Джимом, и русалки затягивают его на дно.                                                                                     |                |                                                                            |                     |                      |
| 26 | 13             | «Возвращение Динь-Динь» Il ritorno di Campanellino                         | 16 июня 2017        | 30 июня 2017         |
| Мэтту удаётся освободиться и победить Джима, а Динь-Динь становится доброй. Джим хочет улететь в мир кошмаров на корабле, в который он превратил источник жизни мира снов. Ему это не удаётся, и он падает в портал один. Динь-Динь снова становится королевой. Злобия устраивает мировой скандал, рассказав всем о волшебной природе Винкс. Выясняется, что она Баба-яга и хочет захватить мир.                                           |                |                                                                            |                     |                      |